# Usui Uonuma
Usui Uonuma è uno dei personaggi tratti dal manga e dall'anime di Nobuhiro Watsuki, Kenshin samurai vagabondo. È il secondo membro più forte delle Dieci Spade, dopo Soujiro Seta e prima di Anji Yukyuzan

## Storia
In principio Usui era uno spadaccino che lavorava per il governo dello shogunato Tokugawa. Un giorno però si trovò ad affrontare Makoto Shishio, il quale con la sua tecnica Homura Dama lo rese cieco, ma gli risparmiò la vita. A quel punto il governo capì che non sarebbe potuto servire più a nulla e decise di abbandonarlo come un cane. Usui inizia a girovagare senza meta colto dai crampi della fame ed è in quel periodo che inizia a sviluppare l'udito in maniera strabiliante, riuscendo a percepire il più flebile dei rumori anche a notevole distanza; questa capacità è quella che Usui stesso definisce Occhi del cuore.

### Le Dieci Spade
Nonostante l'unico fine della sopravvivenza di Usui sia la vendetta nei confronti di Shishio, questi decide di abbandonare l'idea quando si rende conto di quanto sia diventato incredibilmente forte il suo avversario. Decide perciò di unirsi alla sua schiera di mercenari chiamata Le Dieci Spade; Usui però per nascondere la sua debolezza finge di attentare alla vita di Shishio e non si fa scrupoli a dirgli di tenerlo continuamente sotto tiro.
Quando Shishio ordina l'incendio di Kyoto manda le Dieci Spade a supervisionare i suoi tirapiedi e tra questi vi è anche Usui, il quale insieme a Kamatari Honjo uccide chiunque tenti la ritirata o la resa al nemico, disobbedendo così agli ordini di Shishio. Il tentativo di incendio non va comunque in porto grazie all'intervento di Misao Makimachi che avverte la cittadinanza e dice loro di restare svegli. Usui percepisce dunque che l'ostacolo maggiore è nella ragazzina e con uno scatto fulmineo le si para davanti e leva contro di lei la sua lancia corta; l'intervento di Anji è provvidenziale che col suo doppio colpo distrugge la rocin di Usui. L'uomo è visibilmente seccato dal gesto del monaco, che però gli spiega che secondo la condizione del seisatsu yodatsu (decidere o meno se uccidere qualcuno) lui aveva tutto il diritto di risparmiare la ragazza.

### Lo scontro con Saito
Quando Kenshin Himura, Sanosuke Sagara e Hajime Saito giungono nel covo di Shishio ad attenderli ci sono proprio alcuni dei più forti membri del Juppongatana. Tra questi vi è anche Usui, che attende i combattenti nella seconda stanza del quartier generale. Ad affrontarlo è Saito, il quale lascia andar avanti Kenshin per evitare che questi lo intralci mentre sta per ammazzare Usui. Il fine ultimo di Saito è soprattutto quello di vendicare la morte dei 50 poliziotti, uccisi proprio per mano di Usui. La "Spada Cieca" però non è dello stesso avviso e sfrutta al meglio la sua abilità degli Occhi del cuore, riuscendo anche a ferire in tre punti diversi il suo avversario con la sua tecnica pokenpokyoku. Usui però sottovaluta troppo chi gli sta davanti e i suoi colpi, tant'è che il Colpo delle zanne gli frantuma parte della sua lancia corta. In un primo momento comunque sembrerebbe che i colpi del "Lupo di Mibu" non abbiano effetto contro lo scudo tinbei e Usui riesce abilmente a colpirlo, ma alla fine la sequela di "Gatotsu" apportata da Saito spacca in due il guscio di tartaruga e scaraventa Usui al muro infilzandolo con la katana e tagliandolo in due.

## Tecnica e abilità
L'abilità principale di Usui sono in cosiddetti "Occhi del Cuore": dopo aver perso la vista combattendo contro Shishio, Usui ha sviluppato in maniera quasi sovrumana il suo udito, riuscendo a muoversi e a combattere esattamente come se potesse ancora vedere; grazie al suo udito può anche intuire gli stati d'animo di una persona ascoltando attentamente il suo ritmo cardiaco e può percepire la sua posizione di combattimento attraverso i suoni prodotti dai muscoli e dalle ossa.
Le armi di Usui sono il Timbei e la Rocin: il primo è uno scudo ricavato da un carapace di tartaruga, che presenta una curvatura molto accentuata, in modo da far scivolare l'arma del nemico e minimizzare i danni; la seconda è una lancia corta che presenta una lama larga e acuminata ad un'estremità e una sfera di metallo dall'altra. È possibile smontare la rocin e separare le due parti, in modo ad rendere il suo utilizzo insieme al timbei più efficace.
La sola tecnica conosciuta di Ususi si chiama Pokenpogyoku Hyakka Ryuran (Raffica di sfere dei cento fiori) e consiste in una raffica di colpi sferrati alternativamente tra le due estremità della rocin.

## Concezione e sviluppo
L'autore ha affermato che per il design di Usui si è ispirato a Taobaibai, personaggio di Dragon Ball di Akira Toriyama, poiché è stato il primo cattivo ad aver sconfitto Goku. Per quanto riguarda invece il costume, è stato un personaggio di Neon Genesis Evangelion a dargli l'ispirazione, il quale era ricoperto da tanti occhi.